# 仿兵鯰
仿兵鯰，為輻鰭魚綱鯰形目美鯰科的其中一種，為熱帶淡水魚。分布於南美洲巴西黑河上游流域，體長可達5.6公分，棲息在底層水域，成群行動，生活習性不明。

## 扩展阅读
維基物種上的相關：仿兵鯰